# 定秀
宗室定秀（？—？）满洲镶红旗人，清朝宗室。

## 生平
宗室定秀是满洲镶红旗人，清朝宗室，曾任宗人府主事。1909年，清廷开资政院，宗室定秀出任资政院钦选议员。